# Regina Jonas

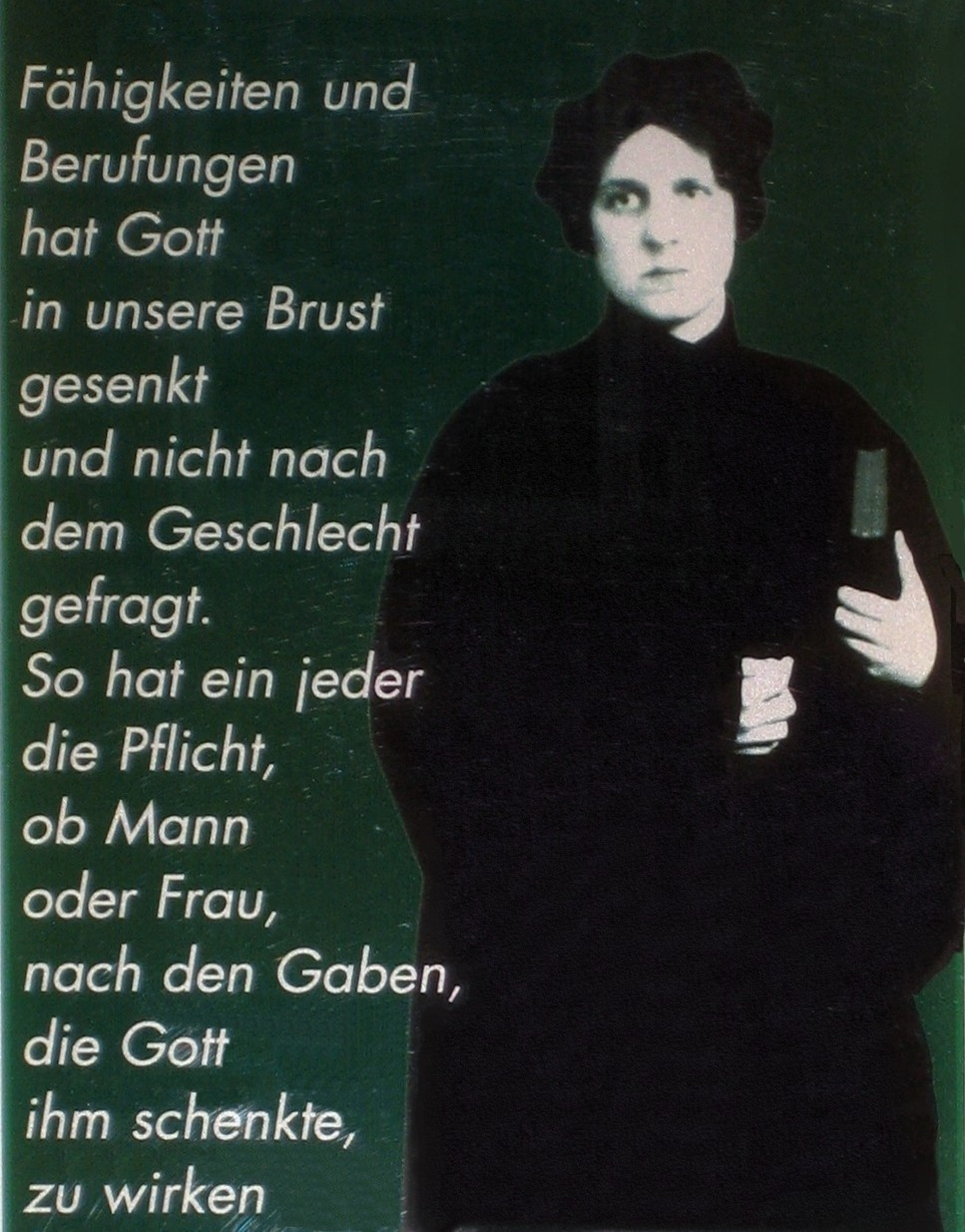
Gedenktafel für Regina Jonas, Berlin, Krausnickstraße, Ausschnitt

Regina Jonas, eigentlich Regine Jonas (geboren 3. August 1902 in Berlin; gestorben 12. Oktober oder 12. Dezember 1944 im KZ Auschwitz-Birkenau ermordet), war eine deutsche Rabbinerin und die erste Frau weltweit, die zum Rabbiner ordiniert wurde und in diesem religiösen Amt tätig war. Sie predigte in den 1930er bis 1940er Jahren in mehreren Berliner Synagogen und war auch nach ihrer Deportation ins Ghetto Theresienstadt in Gefangenschaft dort tätig.
Ihr beruflicher Werdegang brachte Jonas in eine Position, die bis dahin ausschließlich Männern vorbehalten war. Das sorgte im deutschen Judentum der 1930er Jahre für intensive interne und öffentliche Auseinandersetzungen, die jedoch nur spärliche Spuren hinterlassen haben: Nach der Shoah war die Rabbinerin Jonas bis 1991 fast vergessen.
Von Jonas selbst existieren nur wenige Texte. Ihr Nachlass wurde Anfang der 1990er Jahre in einem ostdeutschen Archiv von der evangelischen Theologin Katharina von Kellenbach entdeckt und von der jüdischen Theologin Elisa Klapheck als Edition und Biografie zugänglich gemacht. 2017 wurde überdies in der Israelischen Nationalbibliothek ein im Dezember 1938 von Regina Jonas an Martin Buber geschriebener Brief gefunden, in dem sie ihren Wunsch zu emigrieren äußert und ihn nach den Möglichkeiten, als Rabbinerin in Palästina zu wirken, fragt.

## Leben

### Jugend und Ausbildung
Regina Jonas war die Tochter des Kaufmanns Wolff Jonas und seiner Frau Sara, geborene Hess. Sie wurde im Berliner Scheunenviertel (Lothringer Straße 59, heute Torstraße 102) in einem damals stark jüdisch geprägten Wohngebiet im heutigen Bezirk Mitte geboren. Zusammen mit ihrem Bruder Abraham wuchs sie in materiell bescheidenen Verhältnissen auf, in einem Elternhaus, das als „streng religiös“ geschildert wird. Der Vater starb schon 1913.
Sie absolvierte das öffentliche Oberlyzeum in Berlin-Weißensee (heute Primo-Levi-Gymnasium) und erhielt 1924 die Lehrbefähigung für höhere Mädchenschulen. Anschließend begann sie ein Studium an der liberalen „Hochschule für die Wissenschaft des Judentums“ in Berlin. Sie war nicht die einzige Frau an der Hochschule, aber die einzige mit dem erklärten Ziel, die Ordination zur Rabbinerin zu erreichen – ein seinerzeit noch beispielloses Vorhaben. Ihr Studium finanzierte sie dadurch, dass sie an verschiedenen Lyzeen Unterricht gab. Nach zwölf Semestern bestand sie am 22. Juli 1930 ihre mündliche Schlussprüfung. Einer der Prüfer war Leo Baeck, damals ein maßgeblicher Repräsentant des deutschen Judentums, ein anderer ihr Professor für Talmudische Wissenschaft, Eduard Baneth, bei dem Jonas zuvor ihre schriftliche Arbeit eingereicht hatte. Die Schrift trug den zugleich provozierenden wie programmatischen Titel: „Kann die Frau das rabbinische Amt bekleiden?“ Baneth bewertete die Arbeit mit „Gut“, was darauf schließen lässt, dass er die Absicht hatte, seiner Schülerin das Diplom als Rabbinerin zu erteilen, was sein plötzlicher Tod im August 1930 jedoch verhinderte. Jonas’ Abschlusszeugnis vom 12. Dezember 1930 weist sie lediglich als akademisch geprüfte Religionslehrerin aus.

### Berufliche Tätigkeit
Jonas hielt eine Reihe von Übungspredigten – woraufhin Leo Baeck ihr bescheinigte, eine „denkende und gewandte Predigerin“ zu sein – und gab Religionsunterricht an öffentlichen Schulen und an Schulen der jüdischen Gemeinde. Für verschiedene jüdische Institutionen hielt sie Vorträge zu religiösen und historischen Themen, auch über Fragen zur Bedeutung der Frauen im Judentum. Ihren eigentlichen Berufswunsch verlor sie nicht aus den Augen. Der Offenbacher Rabbiner Max Dienemann, Geschäftsführer des Liberalen Rabbiner Verbandes, erklärte sich schließlich 1935 bereit, Jonas im Auftrag des Verbandes mündlich zu prüfen und nach bestandener Prüfung zu ordinieren, obwohl unter den deutschen Juden entschiedene Vorbehalte gegen einen solchen Schritt bestanden. Ort der Prüfung als auch der Ordination war die Wohnung Dienemanns. Im Diplom vom 27. Dezember 1935 bestätigte Dienemann, dass sie „fähig ist, Fragen der Halacha, des jüdischen Religionsgesetzes, zu beantworten und dass sie dazu geeignet ist, das rabbinische Amt zu bekleiden“. Leo Baeck beglückwünschte sie wenige Tage später als „Liebes Fräulein Kollegin!“. Regina Jonas bestand auf der Anrede „Fräulein Regina Jonas“ bzw. auf der Anrede „Fräulein Rabbinerin Regina Jonas“, um der Verwechselung mit der gleichnamigen Ehefrau eines Rabbiners zuvorzukommen.
Die Jüdische Gemeinde in Berlin beschäftigte sie auch danach nur als Religionslehrerin, allerdings durfte sie zusätzlich die „rabbinisch-seelsorgerische Betreuung“ in jüdischen und städtischen sozialen Einrichtungen übernehmen. In den Akten der Gemeinde befinden sich Gesuche von Gemeindemitgliedern, die Rabbinerin auch in der Neuen Synagoge predigen zu lassen, die jedoch nicht berücksichtigt wurden. Im Trausaal vor dem eigentlichen Synagogenraum konnte Jonas religiöse Feste für Jugendliche und Erwachsene leiten, trug dabei auch Talar und Barett. Die Kanzeln der Berliner Synagogen blieben ihr aber weiterhin verwehrt, und sie wurde niemals mit religionsgesetzlichen Handlungen wie Trauungen beauftragt. Dagegen entdeckten sie die jüdischen Frauenvereinigungen zunehmend für sich. Jonas sprach vor der zionistischen Frauenorganisation WIZO, dem „Jüdischen Frauenbund“ oder den Schwesternschaften der Logen. In einer Notiz des Jüdischen Gemeindeblattes zu einem „WIZO-Nachmittag“ mit Regina Jonas hieß es: „Fräulein Rabbiner Regina Jonas betrachtete – vom Midrasch ausgehend – daß vor Israel schon 70 Völker auf Erden waren – und nun Israel als neues 71. Volk lediglich dazu von Gott bestimmt wurde und ist, die religiöse Kultur zu schaffen und zu pflegen – die Möglichkeit zur Religion zu gelangen. – Sie hob die Pflicht der Frau hervor – gleichsam wie die Prophetinnen, Hüterinnen und Wahrerinnen der Güte, des Rechts, der Liebe und Rücksichtnahme zu sein: ‚Wo Frauen hinkommen, müssen Haß und Feindschaft verstummen‘.“ Nach 1938 stieg die Zahl der jüdischen Gemeinden, die ohne religiöse Betreuung waren, weil ihre Rabbiner durch das nationalsozialistische Regime zur Ausreise gezwungen oder deportiert worden waren. Im Auftrag der Reichsvereinigung der Juden in Deutschland reiste Jonas zu derartigen Gemeinden im preußischen Landesverband, um zu predigen und Seelsorge zu leisten.
Am 26. Januar 1942 bat die Personalverwaltung der jüdischen Gemeinde Berlins Jonas um die Übersendung der Zeugnisse ihrer rabbinischen Ausbildung. Wahrscheinlich benötigte sie zu diesem Zweck auch eine Beglaubigung ihres Rabbinatsdiploms. Sie ist vom 6. Februar 1942 datiert und trägt die Unterschrift von Leo Baeck und den Stempel der „Hochschule für die Wissenschaft des Judentums“.
Kurz danach wurde Jonas zur Zwangsarbeit in einer Kartonagenfabrik in Berlin-Lichtenberg verpflichtet und am 6. November 1942 zusammen mit ihrer Mutter nach Theresienstadt deportiert. Der Wiener Arzt und Analytiker Viktor Frankl hatte hier ein „Referat für psychische Hygiene“ eingerichtet, das den Neuankömmlingen über den Schock der ersten Eindrücke hinweghelfen und so ihre Überlebenschancen verbessern sollte. Jonas beteiligte sich an dieser Arbeit und hielt in Theresienstadt außerdem Vorträge und Predigten. 44 Vortragstitel von ihr wurden gefunden. Am 12. Oktober 1944 wurde sie in das KZ Auschwitz-Birkenau verschleppt und dort wahrscheinlich unmittelbar nach der Ankunft oder am 12. Dezember ermordet.

## Überzeugungen
Jonas sah sich als gleichberechtigt neben ihren männlichen Kollegen: „Ich kam zu meinem Beruf aus dem religiösen Gefühl, dass Gott keinen Menschen unterdrückt, dass also der Mann nicht die Frau beherrscht“.
Dabei sah sie sich dem traditionellen Judentum von früher Jugend an verbunden. Ihren Berufswunsch verfolgte sie so hartnäckig, weil sie sich von Gott dazu berufen fühlte und weil sie in den traditionellen jüdischen Gesetzen keinen Widerspruch dazu finden konnte. So unternahm sie in ihrer Abschlussarbeit an der Hochschule als Erste den Versuch, das weibliche Rabbinat nicht mit liberalen Argumenten, sondern aus der Tradition des Judentums heraus zu begründen. Die Frage ihres Titels: „Kann die Frau das rabbinische Amt bekleiden?“ beantwortete sie mit der Schlussfolgerung, dass dem „außer Vorurteil und Ungewohntsein fast nichts“ entgegenstehe.
Jonas war überzeugt „vom Gedanken der letzten und restlosen geistigen, seelischen, sittlichen Gleichberechtigung beider Geschlechter“, vertrat dabei aber die Ansicht, dass Männer und Frauen zwar Gleichwertiges, aber dennoch Unterschiedliches leisten könnten und sollten, entsprechend ihren geschlechtsspezifischen Stärken.
Über ihren eigenen Beruf schrieb sie: „Gar manche Dinge, die der Mann auf der Kanzel und sonst bei der Jugend nicht sagen kann, kann sie [die Rabbinerin] sagen. Die Welt besteht nun einmal durch Gott aus zwei Geschlechtern und kann nicht auf die Dauer nur von einem Geschlecht gefördert werden“. Ihrer Meinung nach sollten jedoch nur unverheiratete Frauen als Rabbinerin tätig sein, da dieser Beruf und die Anforderungen von Ehe und Mutterschaft nicht miteinander vereinbar seien.
In den 1930er Jahren begann sich unter deutschen Juden die Erkenntnis durchzusetzen, dass ihre Bemühungen um Emanzipation und Integration gescheitert waren. Zugleich waren ihnen ihre religiösen Wurzeln und die traditionellen kulturellen Werte oft fremd geworden. In dieser schwierigen, im nationalsozialistischen Staat bald auch lebensbedrohenden Situation war Jonas bemüht, einen Prozess der Neu- und Rückbesinnung zu unterstützen.
Im Theresienstädter Archiv befindet sich eine Liste überschrieben mit „Vorträge des einzigen weiblichen Rabbiners: Regina Jonas“, die Jonas vor ihrem Abtransport nach Auschwitz im so genannten „Referat für Geistes- und Freizeitgestaltung“ in Theresienstadt hinterlassen hatte, außerdem die folgenden Stichpunkte einer Predigt:

„Unser jüdisches Volk ist von Gott in die Geschichte gepflanzt worden als ein gesegnetes. Von Gott ‚gesegnet‘ sein, heißt, wohin man tritt, in jeder Lebenslage Segen, Güte, Treue spenden. – Demut vor Gott, selbstlose hingebungsvolle Liebe zu seinen Geschöpfen erhalten die Welt. Diese Grundpfeiler der Welt zu errichten, war und ist Israels Aufgabe – Mann und Frau, Frau und Mann, haben diese Pflicht in gleicher jüdischer Treue übernommen. Diesem Ideal dient auch unsere ernste, prüfungsreiche Theresienstädter Arbeit, Diener Gottes zu sein, und als solcher rücken wir aus irdischen in ewige Sphären – Möge all unsere Arbeit zum Segen für Israels Zukunft sein, (u. die der Menschheit). […] Aufrechte ‚jüd. Männer‘ und ‚tapfere edle Frauen‘ waren stets die Erhalter unseres Volkes. Mögen wir vor Gott würdig befunden werden, in den Kreis dieser Frauen und Männer eingereiht zu werden […] der Lohn, der Dank einer Mizwa, einer Großtat, ist die sittliche Großtat vor Gott. Rabbinerin Regina Jonas – früher Berlin.“

## Würdigungen

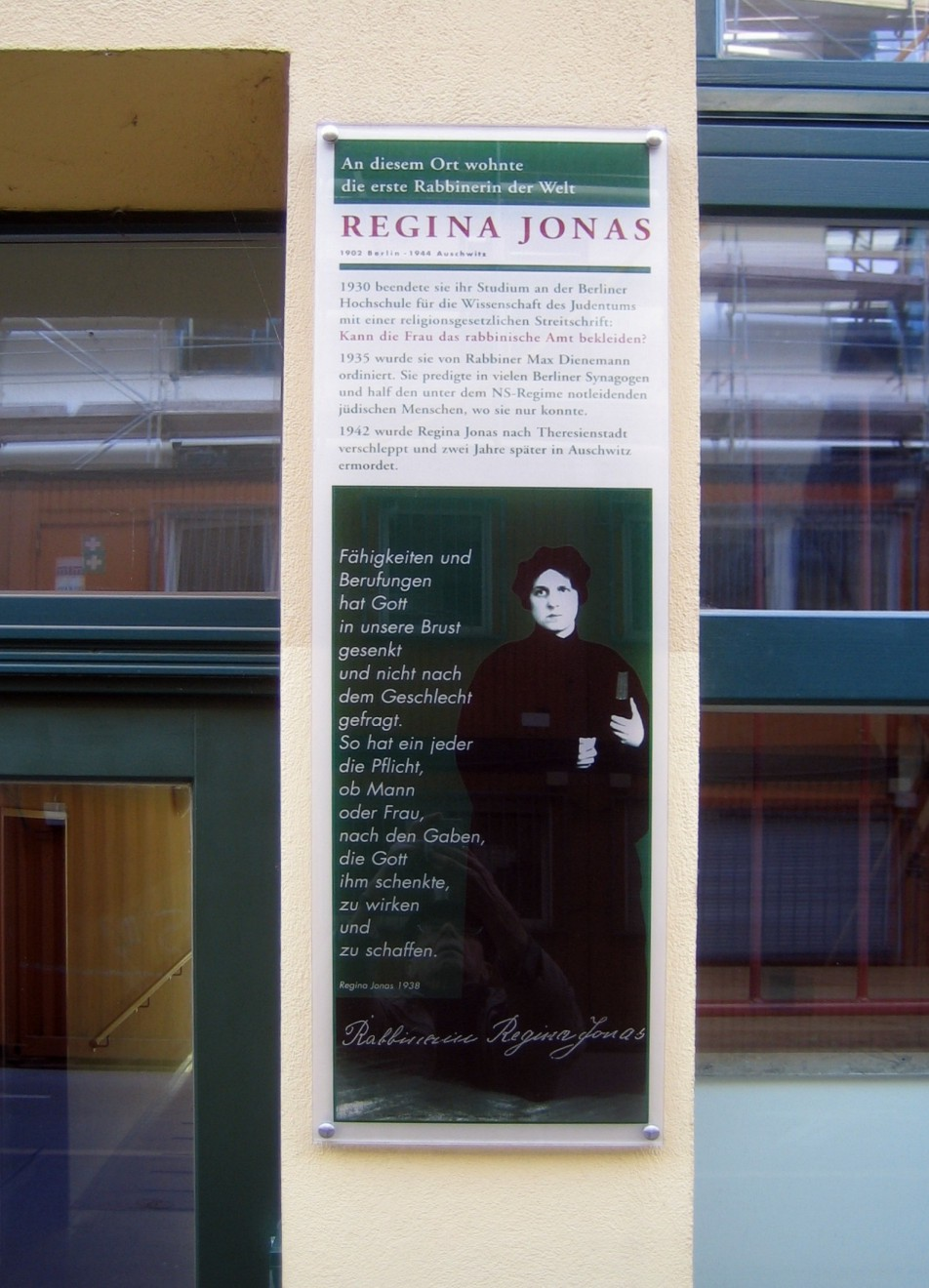
Gedenktafel für Regina Jonas, Berlin, Krausnickstraße 6

In den Jahren nach dem Krieg geriet Jonas fast völlig in Vergessenheit. Soweit bekannt, wird sie von keinem der prominenten Überlebenden Theresienstadts (z. B. Leo Baeck oder Viktor Frankl, mit dem sie zusammengearbeitet hatte), in deren Schriften auch nur erwähnt. Als 1972 mit Sally Priesand die erste weibliche Rabbinerin in den USA ordiniert wurde, sprach die Presse vom „weltweit ersten weiblichen Rabbiner“. Auch in der Jüdischen Gemeinde in Berlin schien es noch Anfang der 1990er Jahre keine lebendige Erinnerung an Jonas gegeben zu haben.
Die Gründe des Vergessens dieser Ordination liegen im Bereich des Spekulativen. Sicher ist, dass die Ablehnung weiblicher Rabbiner durch weite (zunächst auch liberale) Teile des Judentums nicht nur die Shoah/den Holocaust, sondern auch die Erfolge der feministischen Bewegung der 1960/70er Jahre überdauert hat. Erst Forschungen der Wissenschaftlerin Katharina von Kellenbach nach dem Mauerfall in Ost-Berliner Archiven brachten die Geschichte der ersten Rabbinerin in das Gedächtnis zurück. 1999 brachte Elisa Klapheck eine kommentierte Edition von Regina Jonas halachischer Abschlussarbeit Kann die Frau das rabbinische Amt bekleiden? zusammen mit einer umfangreich recherchierten Biographie heraus, in der viele Zeitzeugen ihre Erinnerungen an Regina Jonas beschreiben.
Mittlerweile wird an drei Orten öffentlich an Regina Jonas erinnert:
- Seit Juni 2001 erinnert eine von der jüdischen Fraueninitiative „Bet Debora“ angebrachte Gedenktafel am Haus Krausnickstraße 6 in Berlin-Mitte an sie. In dem Haus, das zuvor an dieser Stelle stand, lebte Regina Jonas bis zu ihrem erzwungenen Umzug in ein Berliner „Judenhaus“.[16]

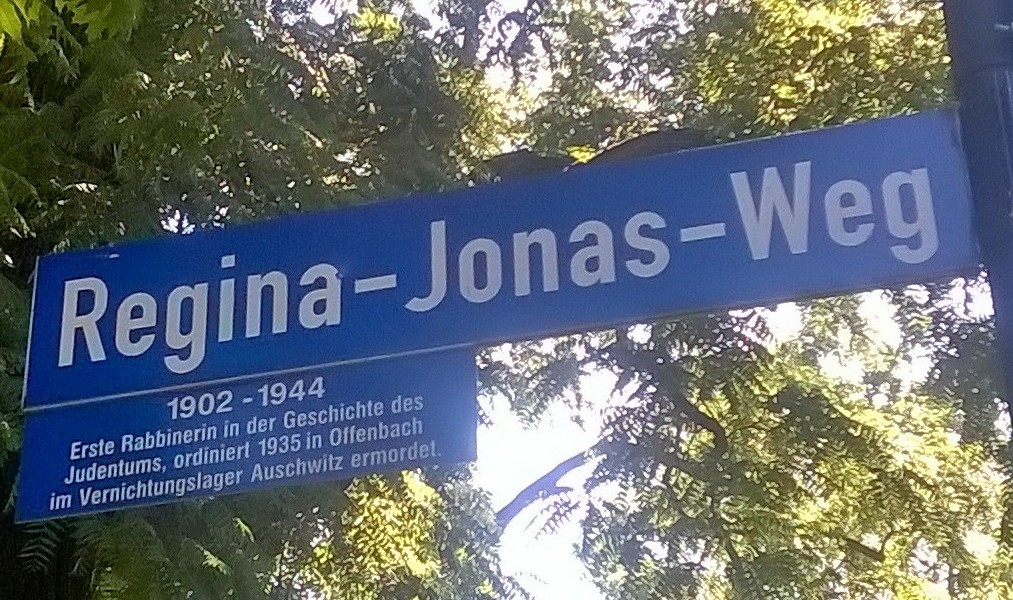
Straßenschild des Regina-Jonas-Wegs in Offenbach am Main

- In Offenbach am Main wurde am 13. August 2002 ein Weg im Büsing-Park nach ihr benannt. Der Regina-Jonas-Weg verläuft parallel zur Kaiserstraße und kreuzt den Max-Dienemann-Weg.[17]

- In Berlin-Kreuzberg soll am 19. September 2025 die Kohlfurther Straße in Regina-Jonas-Straße umbenannt werden.

Im Jahr 2024 wurde unter dem Dach der Nathan Peter Levinson Stiftung das Regina Jonas Seminar für liberale Rabbinerausbildung eröffnet.
Film
2013 erschien der biografische Film Regina von Diana Groó, in dem Rachel Weisz Regina Jonas ihre Stimme leiht.

## Schriften
- Elisa Klapheck (Hrsg.): Fräulein Rabbiner Jonas. Kann die Frau das rabbinische Amt bekleiden? (= Hermann Simon. Stiftung „Neue Synagoge Berlin – Centrum Judaicum“ [Hrsg.]: Jüdische Memoiren). 2. Auflage. Hentrich und Hentrich, Teetz 2000, ISBN 3-933471-17-6 (325 S., Streitschrift).